# Claudia Wohlgenannt
Claudia Wohlgenannt (* 1975 in Lustenau) ist eine österreichische Filmproduzentin.

## Leben
Claudia Wohlgenannt wuchs in Dornbirn auf. Sie übersiedelte Mitte der 1990er Jahre, nach dem Schulbesuch, nach Wien. Sie war ab 1997 freiberuflich als Aufnahmeleiterin und Produktionsleiterin in der Filmbranche tätig. Von 2009 bis 2012 arbeitete sie für die Nikolaus Geyrhalter Filmproduktion, 2011 absolvierte sie eine Ausbildung bei European Audiovisual Entrepreneurs. Wohlgenannt gründete 2012 ihr eigenes Unternehmen Plan C Filmproduktion, das seit 2017 mit Wolfgang Schmid als Teilhaber geführt wird.
Wohlgenannt ist Vorstandsmitglied der Akademie des Österreichischen Films und Funktionärin in der Fachvertretung der Film- und Musikwirtschaft der Wirtschaftskammer Wien. In der WKO ist sie auch Vorsitzende im „Berufsgruppenausschuss für Geschlechtergerechtigkeit und Inklusion“ und zudem Mitglied in den Netzwerken dok.at, FC Gloria und Film Fatal. Sie hat zwei Kinder.
Am Standort ihrer Firma im Wiener Nibelungenviertel gründete sie zudem 2012 die Grätzlgalerie, ein Ort für Teilhabe und Kulturveranstaltungen. Zum jährlichen Fixprogramm gehört ein Sommerkino am Burjanplatz und ein Straßenfest am Kriemhildplatz. 2022 hat Wohlgenannt den Vereinsvorstand an ihre Nachfolger übergeben.

## Filmografie (Auswahl)
Produzentin
- 2012: Call Me a Jew
- 2013: Fiesta auf der Müllhalde (auch Regisseurin)
- 2014: Was Wir Nicht Sehen
- 2016: Desert Kids
- 2017: Gideon Eckhaus
- 2019: Die Dohnal: Frauenministerin, Feministin, Visionärin[12]
- 2022: Elfriede Jelinek – Die Sprache von der Leine lassen
- 2024: Nebelkind – The End of Silence[13]

Produktionsleiterin
- 2007: Universum: Semmering HochWien. Eine Stadt zieht ins Gebirge
- 2010: Einmal mehr als nur reden
- 2012: Die Lust der Männer
- 2013: Schulden G.m.b.H.

Produktionsassistentin
- 2001: Bride of the Wind
- 2008: Der Räuber
- 2011: Abendland
- 2011: Anfang 80
- 2011: Michael

Set Aufnahmeleiterin
- 1997: Eine fast perfekte Scheidung
- 1997: Ein idealer Kandidat (zwei Folgen)
- 1999: Eine fast perfekte Hochzeit
- 1999–2000: Schlosshotel Orth (drei Folgen)
- 2002: Meine Schwester das Biest

## Auszeichnungen als Produzentin der Plan C Filmproduktion
- Großer Diagonale Preis 2020 – Bester Dokumentarfilm für Die Dohnal[14]
- Preis für außergewöhnliche Produktionsleistung der VAM (Diagonale 2020) für Die Dohnal[15]
- Österreichischer Filmpreis 2021 – Auszeichnung in der Kategorie Bester Dokumentarfilm für Die Dohnal[16]
- Österreichischer Filmpreis 2021 – Auszeichnung in der Kategorie Beste Montage für Die Dohnal[16]
- 2022 FIPRESCI-Preis im Rahmen des Filmfests München für Elfriede Jelinek – Die Sprache von der Leine lassen
- Deutscher Filmpreis 2023 – Auszeichnung in der Kategorie Bester Dokumentarfilm für Elfriede Jelinek – Die Sprache von der Leine lassen[17]
- Österreichischer Filmpreis 2023 – Auszeichnung in der Kategorie Bester Dokumentarfilm für Elfriede Jelinek – Die Sprache von der Leine lassen[18]
- 2023 Romy in der Kategorie Beste Dokumentarfilm Kino für Elfriede Jelinek – Die Sprache von der Leine lassen